# Delta-kötés

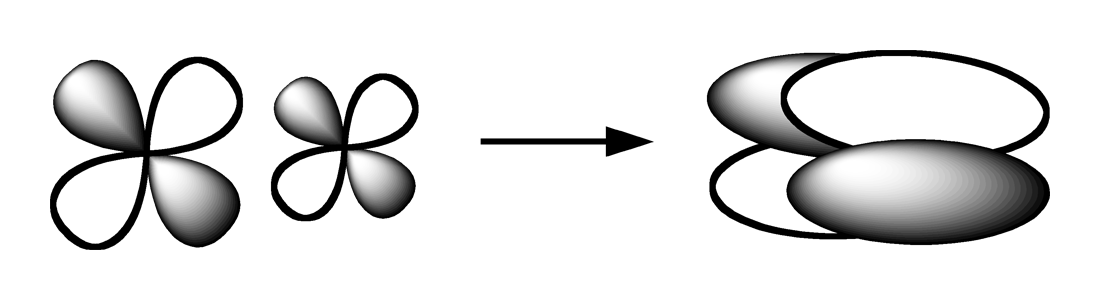
Delta-kötés képződése két d-pálya átfedése révén

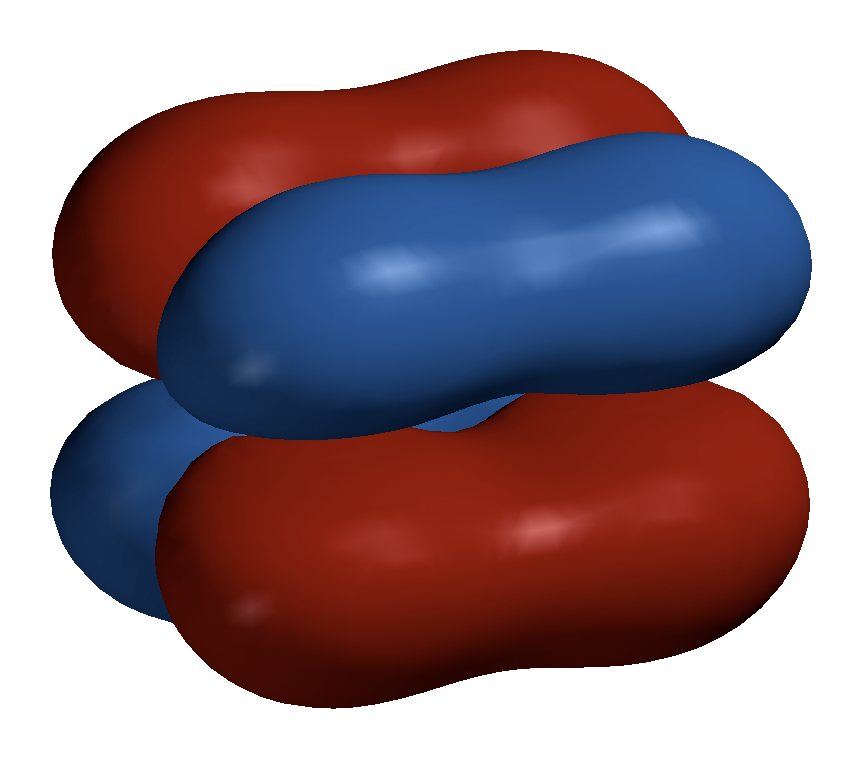
Delta-kötés határfelületének 3D modellje az Mo_{2}-ben

A delta-kötés (δ-kötés) olyan kovalens kémiai kötés, amelyben az egyik részt vevő atompálya négy lebenye a másik atompálya négy lebenyével kerül átfedésbe. A pályák csomósíkjából pontosan kettő megy át mindkét atomon.
A névben szereplő görög δ a d-pályákra utal, mivel a delta-kötés pályaszimmetriája – a kötés tengelyének irányából nézve – ugyanolyan, mint a szokásos típusú (4 lebenyes) d-pályáké.
A kellően nagyméretű atomok betöltött d-pályáinak energiaszintje elegendően alacsony ahhoz, hogy részt vegyenek a kémiai kötésben. Delta-kötés általában fémorganikus vegyületekben figyelhető meg. Néhány rénium-, króm-, volfrám-, ruténium és molibdén-vegyületben négyszeres kötés található, ami csak a delta-kötés meglétével magyarázható, például a kálium-oktaklorodirenátban (K2Cl8Re2), vagy a króm(II)-acetátban (Cr2(CH3CO2)4(H2O)2).
Elméleti kémikusok feltételezik a magasabb rendű kötések (a megfelelő f- és g-pályák átfedéséből keletkező fi- és gamma-kötések) létezését is. Ezekben a kötésekben a részt vevő atompályák még több lebenye fed át, létezésükre azonban még nincs kísérleti bizonyíték.

## Fordítás
- Ez a szócikk részben vagy egészben a Delta bond című angol Wikipédia-szócikk ezen változatának fordításán alapul.  Az eredeti cikk szerkesztőit annak laptörténete sorolja fel. Ez a jelzés csupán a megfogalmazás eredetét és a szerzői jogokat jelzi, nem szolgál a cikkben szereplő információk forrásmegjelöléseként.